# Ràdio Banyoles
Radio Banyoles es una emisora de radio local fundada el 11 de marzo de 1991 en Bañolas. Es una emisora pública, con titularidad del Ayuntamiento de Bañolas. La emisora emite a partir de ola corta, al dial 107.3 FM, y cubre buena parte de la comarca del Pla de l'Estany, excepto los municipios de San Miguel de Campmajor, Seriñá, Esponellá y Crespiá. Las emisiones también se pueden escuchar a través de internet, en la web de la emisora. La programación de la emisora combina radio fórmula con unos veinticinco programas editados y presentados por los colaboradores, que participan en la emisora como voluntarios. Entre semana, la emisora también emite espacios dedicados a la información, con tres programas de media hora de duración cada día. La información que cubre el medio es de ámbito local y comarcal.
El año 2011, para conmemorar los 20 años de la emisora, la Diputación de Gerona editó el libro La Radio en Banyoles (1952-2011), que recoge también la historia otras iniciativas radiofónicas anteriores al actual, propiedad del Ayuntamiento de Bañolas. En 2016, para celebrar 25 años, Radio Banyoles organizó tres rutas radiofónicas (a pie, con la Barca Tirona y con el tren Pinxo) que reseguían la historia de Bañolas y comarca mediante tres programas especiales.